# Нагороди Швеції

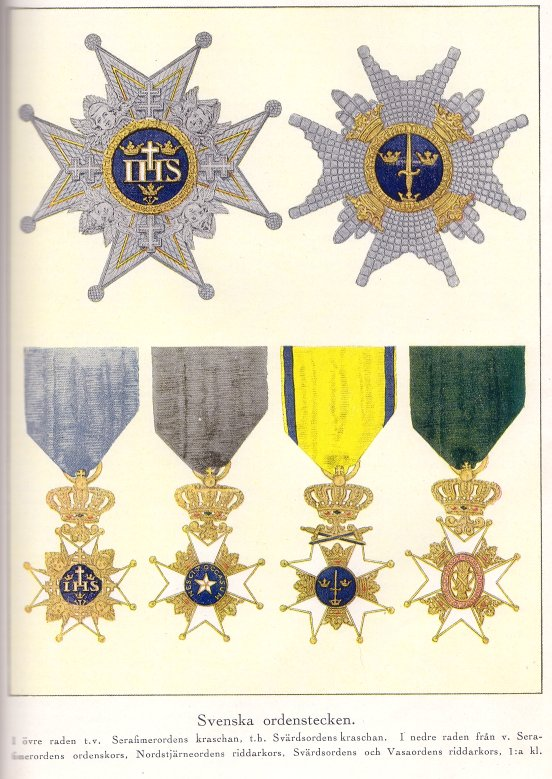
Ордени Королівства Швеція

Нагороди Швеції мають історичну основу, що йде від 1606 року. Королівський орден у Швеції був кодифікований в XVIII ст.: формальне заснування у 1748 році королем Швеції Фредеріком I. Реформи 1974 року змінили умови і критерії кому надається нагорода, хто може бути нагороджений орденами, медалями й відзнаками. Нагороди (ордени й медалі) супроводжуються врученням іменних посвідчень (дипломи, грамоти) — свідоцтва права особи на нагороду.

## Ордени

### Сучасні ордени
Королівські ордени:
- Орден Серафимів (швед. Serafimerorden)
- Орден Меча (швед. Svärdsorden)
- Орден Полярної зірки (швед. Nordstjärneorden)
- Орден Васи (швед. Vasaorden)

Ордени під заступництвом короля:
- Орден Карла XIII (швед. Carl XIII:s orden)
- Орден Святого Іоанна (швед. Johanniterorden)

### Старовинні ордени
- Орден Спасителя (Швеція) (швед. Salvatorskedjan)
- Орден Агнця (швед. Agnus Dei-kedjan)
- Орден Єгови (швед. Jehovakedja)
- Орден Амаранту (швед. Amaranterorden)
- Орден Ісуса (швед. Jesu Namns Orden)
- Орден Гармонії (фр. l'Ordre de l'Harmonie); також орден Віяла (швед. Solfjädersorden)

## Знаки
- Знак відмінності ордену Меча (швед. Svärdstecknet)

## Медалі

### Орденські медалі
- Медаль ордену Меча (швед. Svärdsmedaljen) — див.: Орден Меча
- Медаль ордену Полярної зірки (швед. Nordstjärnemedaljen) — див.: Орден Полярної зірки
- Медаль ордену Васи (швед. Vasamedaljen) — див.: Орден Васи

### Королівські медалі
- Медаль Серафимів (швед. Serafimermedaljen)
- Медаль Його Величності Короля (швед. HM Konungens medalj)[2]
- Медаль Літератури і Мистецтв
- Медаль Принца Євгена (швед. Prins Eugen-medaljen)
- Медаль Принца Карла (швед. Prins Carl-medaljen)
- Королівський ювілейний пам'ятний знак (швед. Kungliga jubileumsminnestecken)

### Урядові медалі
- Медаль «Illis Quorum meruere labores»[2]
- Медаль «У відплату справах» (швед. För berömliga gärningar)
- Медаль «За хоробрість на суші» (швед. För tapperhet i fält)
- Медаль «за відвагу на морі» (швед. För tapperhet till sjöss)
- Медаль «За мужність і відвагу на морі під час небезпеки» (швед. För mod och rådighet till sjöss under farofylld tid)
- Медаль «За старанність і порядність» (швед. För nit och redlighet)
- Медаль «За цивільні заслуги» (швед. För medborgerlig förtjänst)
- Медаль «За довгу і вірну службу» (швед. För långvarig och trogen tjänst)
- Медаль «För omsorgsfull renvård» (швед. För omsorgsfull renvård)
- Медаль «За заслуги в дипломатичній службі» (швед. För förtjänster om utrikesförvaltningen)